# Уманський національний університет
Уманський національний університет, УНУ — регіональний заклад вищої освіти аграрно-економічно-управлінського спрямування. Розташований у м. Умані Черкаської області, Україна. Функціонує з 1844 року.

## Статус
Державний заклад вищої освіти (ЗВО) з 2009 має статус національного.
Входить до 5-ки національних лідерів UI GreenMetric World University Rankings та кращих ЗВО аграрного спрямування Черкаської області, до ТОП-10 рейтингу кращих навчальних закладів аграрного профілю.
Посідає 147 сходинку у світовому рейтингу університетів Webometrics.
Офіційний сайт: www.udau.edu.ua.

## Історія закладу
Один із найстаріших вищих навчальних закладів України, заснований у 1844 році у м. Одеса як Головне училище садівництва, завданням якого було готувати висококваліфікованих садівників і досвідчених науковців у галузі садівництва. На той час це був єдиний у країні вищий навчальний заклад такого напрямку. У зв'язку з малосприятливими умовами для розвитку садівництва в районі Одеси, Головне училище у 1859 році було переведене в м. Умань, де були передумови для підготовки спеціалістів садового профілю. За свою багаторічну історію навчальний заклад зазнав низки реорганізацій:
- Головне училище садівництва (1844—1868 рр.);
- Уманське училище землеробства і садівництва (1868—1921 рр.);
- Уманський агрополітехнікум (1921—1929 рр.);
- Уманський сільськогосподарський інститут (1929—1930 рр.);
- Уманський садоогородній інститут (1930—1931 рр.);
- Уманський плодоягідний інститут (1931—1934 рр.);
- Уманський плодоовочевий інститут (1934—1936 рр.);
- Уманський сільськогосподарський інститут (1936—1996 рр.);
- Уманська сільськогосподарська академія (1996—2000 рр.)
- Уманська державна аграрна академія (2000—2003 рр.);
- Уманський державний аграрний університет (2003—2006 рр.);
- Уманський національний університет садівництва (2009 —2025 рр.).
- Уманський національний університет (з березня 2025 й нині).

## Ректори
- НОРДМАН Олександр Давидович — Директор Головного училища садівництва (1844—1848)
- ОБНІСЬКИЙ Домінік Сигизмундович — Директор Головного училища садівництва (1849—1863)
- АННЕНКОВ Микола Іванович — Директор Головного училища садівництва (1863—1875)
- БАРАНОВСЬКИЙ Михайло Степанович — Директор Уманського училища землеробства і садівництва (1875—1881)
- КАЛИНОВСЬКИЙ Яків Миколайович — Директор Уманського училища землеробства і садівництва (1881—1884)
- ЛЕВАНДА Дмитро Семенович — Директор Уманського училища землеробства і садівництва (1885—1905)
- ДУБРОВСЬКИЙ Павло Михайлович — Директор Уманського училища садівництва і землеробства (1906—1908)
- СОФРОНОВ Михайло Євграфович — Директор Уманського училища садівництва і землеробства (1908—1910)
- ГОНЧАРУК-БІДА Тимофій Григорович — Директор Уманського училища садівництва і землеробства (1911—1914)
- ЖАБИКІН Іван Петрович — Директор Уманського училища садівництва і землеробства (1914—1917)
- КУХАРЕНКО-ПРОКОПОВИЧ Михайло Андрійович — Директор Уманського училища садівництва і землеробства (1918—1919)
- ПЕТРИШИН Тимофій Лукич — Директор Уманського агрополітехнікуму (1921—1923)
- БАРАН Михайло Лукич — Директор Уманського агрополітехнікуму (1923—1925)
- ЗЮЛЬКОВ Федір Іванович — Директор Уманського агрополітехнікуму (1925—1928)
- ЯЧЕВСЬКИЙ Юрій Іванович — Директор Уманського сільськогосподарського інституту (1928—1930)
- ШТРОМВАССЕР Натан Борисович — Директор Уманського садово-городнього інституту (1930—1932)
- ГАВРИШ Дмитро Захарович — Директор Уманського сільськогосподарського інституту ім. О. М. Горького (1938—1941)
- БІЛОУС Іван Іванович — Директор Уманського сільськогосподарського інституту ім. О. М. Горького (1944—1945)
- БАРАБАШ Петро Савелійович — Директор Уманського сільськогосподарського інституту ім. О. М. Горького (1945—1946)
- КРАВЧЕНКО Іван Пилипович — Директор Уманського сільськогосподарського інституту ім. О. М. Горького (1947—1948)
- ПЕРЕСИПКІН Володимир Федорович — Директор Уманського сільськогосподарського інституту ім. О. М. Горького (1948—1952) ДЕЛЕМЕНЧУК Микола Ілліч Директор Уманського сільськогосподарського інституту ім. О. М. Горького (1952—1967)
- МУСАТОВ Георгій Іванович — Ректор Уманського сільськогосподарського інституту ім. О. М. Горького (1968—1973)
- ЗДОРОВЦОВ Олександр Іванович — Ректор Уманського сільськогосподарського інституту ім. О. М. Горького (1973—1995)
- ГЕРКІЯЛ Олександр Михайлович — Ректор Уманської сільськогосподарської академії (1995—2002)
- КОПИТКО Петро Григорович — Ректор Уманського державного аграрного університету (2002—2008)
- ГОЛОВЧУК Андрій Федорович — Ректор Уманського національного університету садівництва (2008—2012)
- НЕПОЧАТЕНКО Олена Олександрівна — Ректор Уманського національного університету садівництва (2012–)

## Підготовка фахівців
В університеті здійснюють підготовку здобувачів освіти за рівнями:
- освітньо-професійний:
- початковий (молодший бакалавр) — за спеціальностями:

035 «Філологія»;
071 «Облік і оподаткування»;
075 «Маркетинг»;
073 «Менеджмент»;
091 «Біологія»;
101 «Екологія»;
181 «Харчові технології»;
193 «Геодезія та землеустрій»;
201 «Агрономія»;
202 «Захист і карантин рослин»;
203 «Садівництво і виноградарство»;
208 «Агроінженерія»;
205 «Лісове господарство»;
206 «Садово-паркове господарство»;
241 «Готельно-ресторанна справа»;
242 «Туризм»;
- перший (бакалавр) — за спеціальностями:

051 «Економіка»;
071 «Облік і оподаткування»;
072 «Фінанси, банківська справа та страхування»;
073 «Менеджмент»;
075 «Маркетинг»;
076 «Підприємництво, торгівля та біржова діяльність»;
091 «Біологія»;
101 «Екологія»;
122 «Комп'ютерні науки»;
181 «Харчові технології»;
193 «Геодезія і землеустрій»;
201 «Агрономія»;
202 «Захист і карантин рослин»;
203 «Садівництво і виноградарство»;
205 «Лісове господарство»;
206 «Садово-паркове господарство»;
208 «Агроінженерія»;
232 «Соціальне забезпечення»;
241 «Готельно-ресторанна справа»;
242 «Туризм»;
- другий (магістр) за спеціальностями:

051 «Економіка»;
071 «Облік і оподаткування»;
072 «Фінанси, банківська справа та страхування»;
073 «Менеджмент»;
075 «Маркетинг»;
076 «Підприємництво, торгівля та біржова діяльність»;
101 «Екологія»;
183 «Технології захисту навколишнього середовища»;
181 «Харчові технології»;
193 «Геодезія і землеустрій»;
201 «Агрономія»;
202 «Захист і карантин рослин»;
203 «Садівництво і виноградарство»;
205 «Лісове господарство»;
206 «Садово-паркове господарство»;
208 «Агроінженерія»;
232 «Соціальне забезпечення»;
241 «Готельно-ресторанна справа»;
242 «Туризм»;
- освітньо-науковий:
- третій (доктор філософії) — за спеціальностями:

051 «Економіка»;
072 «Фінанси, банківська справа та страхування»;
073 «Менеджмент»;
076 «Підприємництво, торгівля та біржова діяльність»;
103 «Науки про Землю»;
181 «Харчові технології»;
201 «Агрономія»;
202 «Захист і карантин рослин»;
203 «Садівництво та виноградарство»;
205 «Лісове господарство»;
206 «Садово-паркове господарство».
Багатопрофільний заклад вищої освіти провадить діяльність на засадах інноваційності, науковості, патріотичного спрямування та відповідності запитам ринку праці. Університет має усталені традиції освітньої і наукової діяльності, серед яких базовими є професіоналізм, академічна свобода та доброчесність, прогресивність поглядів і наукових підходів, взаємна повага, довіра. Стратегічна ціль університету спрямована на формування системи ґрунтовної освіти європейського спрямування з урахуванням пріоритетів і домінант наукової думки, що мають на меті створення ідентично самобутнього навчально-наукового осередку, здатного генерувати та забезпечувати трансфер знань і наукових розробок у світовий освітньо-науковий простір і практичну діяльність.
В університеті станом на 31.12.2021 р. працюють 272 науково-педагогічні працівники, з них 44 доктори наук, 41 доктор наук, професор, 167 кандидатів наук, доцентів. Загальна кількість науково-педагогічних працівників з науковими ступенями, вченими званнями становить 89,4 %.
Вищу освіту в університеті за всіма спеціальностями здобуває 3970 студентів, з урахуванням коледжів — 6910 осіб.

## Університетський кампус
Територію університету організовано за принципом кампусу: навчальні корпуси розташовано в огородженій зоні зеленого екологічного комфорту. Поряд — гуртожитки та необхідна соціальна інфраструктура: кафетерії, студентське кафе, магазин, майстерня з пошиву та ремонту одягу, навчально-наукові лабораторії. Поблизу студмістечка — дослідні ділянки, поля, садки.

## Структурні підрозділи
УНУ має потужні науково-технічну та навчальну бази, які формували й удосконалювали упродовж його становлення; багату на унікальні старовинні видання та сучасну літературу наукову бібліотеку; 24 науково-дослідні лабораторії та виробничі підрозділи з актуальним технічним обладнанням.
У структурі Університету:
- 7 відокремлених структурних підрозділів:
- Уманський агротехнічний коледж
- Ананьївський аграрно-економічний коледж
- Городищенський коледж
- Тальнівський будівельно-економічний коледж
- Тальянківський агротехнічний коледж
- Чигиринський економіко-правовий фаховий коледж
- Шевченківський коледж

- 6 факультетів:
- Факультет агрономії
- Факультет плодоовочівництва, екології та захисту рослин
- Факультет менеджменту
- Факультет економіки і підприємництва
- Факультет лісового і садово-паркового господарства
- Інженерно-технологічний факультет

- НКЦ «Інститут післядипломної освіти та дорадництва»
- навчально-виробничий комплекс.

Також у структурі навчального закладу функціонують:
- університетська бібліотека,
- музейна кімната стародруків,
- музей історії університету;
- оранжерейно-тепличний комплекс,
- науковий гербарій.

Навчальну, методичну, наукову й організаційну роботу реалізовують 27 профільних кафедр.
Відкрито кафедру військової підготовки.

## Науково-дослідна діяльність
В університеті функціонує 12 наукових шкіл, 3 спеціалізовані вчені ради з захисту докторських і кандидатських дисертацій. Видають фаховий (з економічних і сільськогосподарських дисциплін) «Збірник наукових праць Уманського НУС» (категорія Б; спеціальності (051, 072, 073, 075, 076, 241, 281, 101, 181, 201, 202, 203, 206), «Вісник Уманського НУС» (категорія Б; спеціальності 101, 181, 201, 202, 203, 206), збірники наукових праць молодих учених, студентських наукових праць, матеріали конференцій.
УНУ є учасником міжнародних програм і проектів. Разом із вченими Іспанії, Австрії, Італії, Німеччини, Польщі науковці університету беруть участь у проектах, що реалізуються за підтримки Європейського Союзу, працюють над розробкою новітніх кваліфікаційних рамок у різних галузях сільського господарства.
За наукові та інноваційні розробки університет нагороджено 44 золотими та 14 срібними медалями, понад 350 грамотами, відзнаками, схвальними відгуками, подяками, званнями лауреата у різних номінаціях.
В університеті працюють три спеціалізовані вчені ради із захисту докторських (кандидатських) дисертацій за спеціальностями:
- 06.01.07 — «Плодівництво», 06.01.15 — «Первинна обробка продуктів рослинництва»;
- 03.00.12 — «Фізіологія рослин», 03.00.07 — «Мікробіологія»;
- 06.01.06 — «Овочівництво», 06.01.06 — «Селекція і насінництво».

Публікація результатів дисертаційних досліджень здійснюється у фахових наукових виданнях університету, які включено до 8 наукометричних баз: «Збірник наукових праць Уманського національного університету садівництва» (сільськогосподарські та економічні науки), журнали «Новини садівництва» та «Вісник Уманського національного університету садівництва».

## Спортивна та культурна діяльність
В університеті діє Центр культури і виховання, на базі якого функціонує 10 творчих колективів, 7 з яких удостоєні почесного звання «народний». Щорічно колективи є учасниками культурно-мистецьких і просвітницьких заходів на вітчизняних теренах і за кордоном.
Студенти щороку беруть активну участь у спортивних змаганнях високого рівня, стають їхніми призерами і переможцями.

## Міжнародні зв'язки
УНУ співпрацює в освітній площині з Міжнародним благодійним фондом «Міжнародний фонд соціальної адаптації» (МФСА) і став учасником проекту «Норвегія — Україна. Професійна адаптація. Інтеграція в державну систему» (NUPASS). Міжнародна наукова діяльність університету реалізується у рамках 21 договору про співпрацю з іноземними освітніми закладами, стипендіальними програмами, грантами.

## Відомі випускники
Серед випускників Головного училища садівництва (1848—1868 рр.) відомими фахівцями з садово-паркової культури стали: М. П. Колесников, Л. Т. Лучинський, П. С. Мельниченко, А. К. Кебах, К. М. Карабетов, М. Ф. Гродзинський, І. А. Жуковський та ін.
Заклад закінчило чимало випускників, які зробили вагомий внесок у розвиток декоративного садівництва — Ю. Р. Ланцький, Ф. К. Калайда, А. І. Мальта; плодового садівництва, насінництва, городництва, лісівництва — В. С. Богдан, С. І. Пересвєт, І. П. Жабикін, М. Ф. Любочка, М. Я. Ткаченко, О. Л. Єфімов, К. К. Симінський, М. І. Сус, М. І. Третьяков, Й. К. Пачоський, М. І. Полєвіцький, В. В. Соколов, І. П. Бедро; виноградарства — С. Ф. Охріменко, М. І. Воінов та ін.
Відомими вченими і педагогами стали випускники 1903—1921 років — Ф. В. Заморський, С. К. Руденко, Г. І. Форост, М. І. Лопатін, П. М. Білецький, К. А. Іванович, Т. К. Кварацхелія, П. Ф. Вовк, С. С. Рубін та ін. У період 1906—1910 років навчався відомий згодом економіст М. Д. Кондратьєв.
Серед випускників 1926—1929 рр. академіки: П. А. Власюк, С. Х. Дука; професори: О. М. Грінченко, С. С. Рубін, М. М. Шкварук; науковці: М. К. Крупський, О. П. Губенко, М. І. Чигринців, К. Є. Сироцинський, М. Т. Оратовський, Г. К. Ржевський; письменники: П. К. Лановенко, Я. Гримайло; генерал Д. Л. Казарінов, контр-адмірал Д. А. Туз, Герой Соціалістичної Праці К. О. Цибенко та багато інших.
- Галушка Іван Пилипович — агроном, доктор сільськогосподарських наук, лауреат премії Всесоюзного хімічного товариства ім. Д. І. Менделєєва, випускник 1950 року.
- Попович Павло Данилович — ґрунтознавець, помолог, доктор сільськогосподарських наук, випускник 1957 року.
- Федорченко-Тихий Дмитро Васильович — активний учасник повстанського руху на Криворіжжі, декан Львівського сільськогосподарського інституту (1947—1950), перший завідувач кафедри тракторів і автомобілів, кандидат технічних наук, випускник 1924 року.
- Хоменко Олексій Денисович — агрохімік, фізіолог рослин, педагог, доктор сільськогосподарських наук, випускник 1946 року.
- Шеренговий Петро Захарович — селекціонер, сортовипробувальник, фітопатолог, кандидат біологічних наук.

### Відомі викладачі
- Єщенко Володимир Омелянович  — український вчений-агроном, професор (1988), доктор сільськогосподарських наук (1991), заслужений працівник освіти України (2010).
- Недвига Микола Васильович — кандидат сільськогосподарських наук, професор, академік Міжнародної академії аграрної освіти, кавалер ордена «За заслуги»[2].
- Полторецький Сергій Петрович (* 1972) — доктор сільськогосподарських наук, професор, заслужений діяч науки і техніки України, академік АН ВО України, відмінник аграрної освіти та науки[3][4].
- Яценко Вячеслав Васильович (1993) — доктор філософії, викладач кафедри рослинництва УНУ[5].